# Городское поселение рабочий посёлок Чаадаевка
Городское поселение рабочий посёлок Чаадаевка — муниципальное образование в Городищенском районе Пензенской области Российской Федерации.
Административный центр — рабочий посёлок Чаадаевка.

## История
Статус и границы муниципального образования установлены Законом Пензенской области от 2 ноября 2004 года № 690-ЗПО «О границах муниципальных образований Пензенской области».

## Население
| 2010  | 2012  | 2013  | 2014  | 2015  | 2016  | 2017  |
| ----- | ----- | ----- | ----- | ----- | ----- | ----- |
| 7716  | ↘7665 | ↗7688 | ↘7618 | ↘7455 | ↘7330 | ↘7285 |
| 2018  | 2021  |       |       |       |       |       |
| ↘7161 | ↘6740 |       |       |       |       |       |

## Состав городского поселения
| № | Населённый пункт | Тип населённого пункта                  | Население |
| - | ---------------- | --------------------------------------- | --------- |
| 1 | Кадада           | железнодорожная станция                 | 6         |
| 2 | Никоново         | железнодорожная станция                 | 3         |
| 3 | Чаадаевка        | рабочий посёлок, административный центр | ↘6734     |